# Torneo de Candidatas 2022
El Torneo de Candidatas de 2022 fue un torneo de ajedrez de para decidir la retadora para el Campeonato Mundial Femenino de Ajedrez de 2023.

## Participantes
| Jugadora                  | Elo  | Método de Clasificación                   | Notas                       |
| ------------------------- | ---- | ----------------------------------------- | --------------------------- |
| GM Aleksandra Goryachkina | 2599 | Perdedora del Campeonato Mundial de 2020  |                             |
| GM Aleksandra Goryachkina | 2599 | 1.º Grand Prix Femenino 2019-21           | Reemplazada por Lagno       |
| GM Aleksandra Goryachkina | 2599 | 2.º Copa Mundial Femenina 2021            | Reemplazada por Muzychuk A. |
| GM Humpy Koneru           | 2586 | 2.º Grand Prix Femenino 2019-21           |                             |
| GM Katerina Lagno         | 2547 | 3.º Grand Prix Femenino 2019-21           |                             |
| GM Aleksandra Kosteniuk   | 2510 | Ganadora de la Copa Mundial Femenina 2021 |                             |
| GM Tan Zhongyi            | 2525 | 3.º Copa Mundial Femenina 2021            |                             |
| GM Anna Muzychuk          | 2529 | 4.º Copa Mundial Femenina 2021            |                             |
| GM Lei Tingjie            | 2535 | Ganadora del Gran Suizo Femenino 2021     |                             |
| GM Mariya Muzychuk        | 2540 | Rating                                    |                             |

## Clasificación

### Grand prix
| Pos. | Jugadora     | Skolkovo | Mónaco | Lausanne | Gibraltar | Total |
| ---- | ------------ | -------- | ------ | -------- | --------- | ----- |
| 1    | Goryachkina  | 120      | 133⅓   | 145      |           | 398⅓  |
| 2    | Koneru       | 160      | 133⅓   |          |           | 293⅓  |
| 3    | Lagno        | 90       | 90     |          | 100       | 280   |
| 4    | Abdumalik    |          |        | 110      | 160       | 270   |
| 5    | Dzagnidze    |          | 35     | 145      | 75        | 255   |
| 6    | Muzychuk M.  |          | 60     | 60       | 130       | 250   |
| 7    | Muzychuk A.  |          | 80     | 85       | 60        | 225   |
| 8    | Kosteniuk    | 45       | 133⅓   | 15       |           | 193⅓  |
| 9    | Dronavalli   | 60       | 60     | 60       |           | 180   |
| 9    | Kashlinskaya | 45       |        | 85       | 50        | 180   |
| 11   | Pähtz        | 75       | 20     |          | 75        | 170   |
| 12   | Ju           | 120      |        | 35       |           | 155   |
| 13   | Gunina       | 75       | 10     |          | 35        | 120   |
| 13   | Stefanova    | 25       |        | 60       | 35        | 120   |
| 15   | Cramling     | 10       | 60     | 35       |           | 105   |
| 16   | Mammadzada   |          |        |          | 100       | 100   |
| 17   | Sebag        | 25       |        | 15       |           | 40    |
| 18   | Zhao         |          | 35     |          |           | 35    |
| 19   | Saduakassova |          |        |          | 20        | 20    |
| 20   | Bulmaga      |          |        |          | 10        | 10    |

### Copa del mundo
|  | Cuartos de final | Cuartos de final |             |     | Semifinales  | Semifinales  |  |  | Final | Final |
|  |                  |                  |             |     |              |              |  |  |       |       |
|  |                  |                  |             |     |              |              |  |  |       |       |
|  |                  |                  |             |     |              |              |  |  |       |       |
|  | Goryachkina      | 1½               |             |     |              |              |  |  |       |       |
|  | Goryachkina      | 1½               |             |     |              |              |  |  |       |       |
|  | Saduakassova     | ½                |             |     |              |              |  |  |       |       |
|  | Saduakassova     | ½                | Goryachkina | 1½  |              |              |  |  |       |       |
|  |                  |                  | Goryachkina | 1½  |              |              |  |  |       |       |
|  |                  | Muzychuk         | ½           |     |              |              |  |  |       |       |
|  | Dzagnidze        | Muzychuk         | ½           | 1   |              |              |  |  |       |       |
|  | Dzagnidze        |                  |             | 1   |              |              |  |  |       |       |
|  | Muzychuk A.      | 3                |             |     |              |              |  |  |       |       |
|  | Muzychuk A.      | 3                | Goryachkina | ½   |              |              |  |  |       |       |
|  |                  |                  | Goryachkina | ½   |              |              |  |  |       |       |
|  |                  | Kosteniuk        | 1½          |     |              |              |  |  |       |       |
|  | Kosteniuk        | Kosteniuk        | 1½          | 2   |              |              |  |  |       |       |
|  | Kosteniuk        |                  |             | 2   |              |              |  |  |       |       |
|  | Gunina           | 0                |             |     |              |              |  |  |       |       |
|  | Gunina           | 0                | Kosteniuk   | 1½  | Tercer lugar | Tercer lugar |  |  |       |       |
|  |                  |                  | Kosteniuk   | 1½  |              |              |  |  |       |       |
|  |                  | Tan              | ½           |     |              |              |  |  |       |       |
|  | Tan              | Tan              | ½           | 1½  | Muzychuk     | 1½           |  |  |       |       |
|  | Tan              |                  |             | 1½  | Muzychuk     | 1½           |  |  |       |       |
|  | Lagno            | ½                |             | Tan | 2½           |              |  |  |       |       |
|  | Lagno            | ½                |             |     | 2½           |              |  |  |       |       |
|  |                  |                  |             |     |              |              |  |  |       |       |
|  |                  |                  |             |     |              |              |  |  |       |       |

## Torneo de Candidatas

### Formato
El Torneo de candidatas se desarrolló mediante un torneo de llaves donde 8 jugadoras se enfrentaron para decidir a la retadora del título. Las jugadoras fueron divididas en dos grupos de 4 jugadoras, donde el primer grupo jugó entre el 25 de octubre y el 6 de noviembre en Montecarlo, mientras que el segundo grupo lo hizo entre el 28 de noviembre y el 11 de diciembre en Jiva.
Las vencedoras de ambos grupos se enfrentaron en una final en Chongqing a seis partidas que determinó a la retadora de Ju.

### Grupo A
|  | Semifinales     | Semifinales |    |  | Final         | Final |  |
|  |                 |             |    |  |               |       |  |
|  |                 |             |    |  |               |       |  |
|  | Anna Muzychuk   | 4½          |    |  |               |       |  |
|  | Humpy Koneru    | 3½          |    |  |               |       |  |
|  |                 |             |    |  |               |       |  |
|  |                 |             |    |  |               |       |  |
|  |                 |             |    |  | Anna Muzychuk | 1½    |  |
|  |                 | Lei Tingjie | 2½ |  |               |       |  |
|  |                 |             |    |  |               |       |  |
|  |                 |             |    |  |               |       |  |
|  |                 |             |    |  |               |       |  |
|  |                 |             |    |  |               |       |  |
|  | Lei Tingjie     | 2½          |    |  |               |       |  |
|  | Mariya Muzychuk | 1½          |    |  |               |       |  |

### Grupo B
|  | Semifinales            | Semifinales |    |  | Final                  | Final |  |
|  |                        |             |    |  |                        |       |  |
|  |                        |             |    |  |                        |       |  |
|  | Aleksandra Goryachkina | 2½          |    |  |                        |       |  |
|  | Aleksandra Kosteniuk   | 1½          |    |  |                        |       |  |
|  |                        |             |    |  |                        |       |  |
|  |                        |             |    |  |                        |       |  |
|  |                        |             |    |  | Aleksandra Goryachkina | 1½    |  |
|  |                        | Tan Zhongyi | 2½ |  |                        |       |  |
|  |                        |             |    |  |                        |       |  |
|  |                        |             |    |  |                        |       |  |
|  |                        |             |    |  |                        |       |  |
|  |                        |             |    |  |                        |       |  |
|  | Katerina Lagno         | 3½          |    |  |                        |       |  |
|  | Tan Zhongyi            | 4½          |    |  |                        |       |  |

### Final
|             | Rtg. | 1 | 2 | 3 | 4 | 5 | 6 | Total |
| ----------- | ---- | - | - | - | - | - | - | ----- |
| Tan Zhongyi | 2526 | 1 | 0 | ½ | 0 | 0 |   | 1½    |
| Lei Tingjie | 2545 | 0 | 1 | ½ | 1 | 1 |   | 3½    |